# Hodges, South Carolina
Hodges är en kommun (town) i Greenwood County i South Carolina. Vid 2020 års folkräkning hade Hodges 162 invånare.